# Suore della carità di Thrissur
Le Suore della Carità di Thrissur (in inglese Sisters of Charity) sono un istituto religioso femminile di diritto pontificio, del rito siro-malabarese: le suore di questa congregazione pospongono al loro nome la sigla C.S.C.

## Storia
Gli inizi della congregazione risalgono al periodo in cui il fondatore, il sacerdote diocesano John Ukken, era parroco di Chovannur: Francesco Vazhapilly, vescovo di Thrissur, negò l'approvazione all'istituto, che ebbe formalmente inizio il 21 novembre 1944 grazie al sostegno del nuovo vescovo Giorgio Alapatt, di cui Ukken era stato insegnante in seminario.
Inizialmente l'istituto era detto delle "Suore di carità a imitazione di San Vincenzo de' Paoli, il santo dei poveri", nome mutato poi in quello di "Suore di carità di San Francesco". Le prime suore furono preparate alla vita religiosa dai Carmelitani della Beata Vergine Maria Immacolata e dalle Suore degli Abbandonati.
L'istituto è aggregato all'Ordine dei frati minori cappuccini dal 7 novembre 1966 e le sue costituzioni, basate sulla regola del terz'ordine regolare di San Francesco, furono approvate nel 1970.

## Attività e diffusione
Le religiose si dedicano all'educazione della gioventù, alla cura degli orfani e dei malati e all'apostolato della buona stampa.
Oltre che in India le suore sono presenti in Germania e Italia; la sede generalizia è a Thrissur.
Alla fine del 2011 la congregazione contava 801 religiose in 107 case.